# Jonatha Manslieb
Jonatha Manslieb (* vor 1485; † nach 1529) war Meisterin und wohl Äbtissin des Klosters in Rüegsau.

## Leben
Jonatha Manslieb stammte wahrscheinlich aus dem Bieler Zweig der Solothurner Familie Manslieb. Sie wurde 1607 erstmals als Meisterin des Benediktinerinnenklosters in Rüegsau erwähnt. Nachdem ihre Vorgängerin Margareta von Freiberg aus dem Kloster ausgetreten war, amtierte Manslieb wohl 1526/1527 als Äbtissin.
Jonatha Manslieb heiratete nach der Reformation Bernhard Zimmermann von Worb. Bei der Säkularisation des Klosters erhielt sie 1529 eine Abfindung.

## Belege
1. 1 2  Kathrin Utz Tremp: Jonatha Manslieb. In: Historisches Lexikon der Schweiz.  1. September 2008.

| Personendaten    | Personendaten                  |
| ---------------- | ------------------------------ |
| NAME             | Manslieb, Jonatha              |
| ALTERNATIVNAMEN  | Zimmermann, Jonatha (Ehename)  |
| KURZBESCHREIBUNG | Meisterin des Klosters Rüegsau |
| GEBURTSDATUM     | vor 1485                       |
| STERBEDATUM      | nach 1529                      |